# Jean Servier
Pour les personnes ayant le même patronyme, voir Servier (homonymie).
Jean Henri Servier, né le 2 novembre 1918 à Constantine (Algérie) et mort le 1er mai 2000 à Saint-Christol, est un ethnologue et historien français, particulièrement connu pour ses activités en Algérie et pendant la guerre d'Algérie.
Il a été professeur d'ethnologie et de sociologie à la faculté des lettres et sciences humaines de Montpellier.

## Biographie

### La culture berbère
Jean Servier est un des meilleurs connaisseurs de la civilisation berbère, qu'il a mise en valeur après l'avoir étudiée sur le terrain de 1949 à 1955.

### La guerre d'Algérie
Il est présent à Arris, chef-lieu de la commune mixte de l'Aurès, le 1er novembre 1954, jour de la Toussaint rouge, alors que la ville est mise en état de défense contre l'insurrection qui a été lancée pendant la nuit ; apprenant l'attaque qu'a subie l'autocar Biskra-Arris dans les gorges de Tighanimine (à 18 km), il se porte au secours de Guy et Jacqueline Monnerot, laissés blessés au bord de la route.
Par la suite, il s'engage pour la défense de l'Algérie française.

### Un chercheur éclectique
Adoptant une méthode d'ethnologie comparée ouverte à l'histoire des idées, il s'est intéressé à de très nombreux sujets, incluant l'utopie ou l'ésotérisme, mais aussi l'Antiquité méditerranéenne et l'Algérie. Il travaillait à la fin de sa vie à l'étude des traditions orales d'Israël.
Il fut aussi un ésotériste et un franc-maçon, membre de la Grande Loge nationale française à la loge « Les forges d'Hiram », titre de l'un de ses ouvrages. Critique de la dérive rationaliste et politique de la franc-maçonnerie française contemporaine, il a fait une tentative, en 1973, de re-fondation — avec l'ethnologue Gilbert Durand — d'une loge maçonnique traditionnelle, « Les trois mortiers » de Chambéry, qui avait été au XVIIIe siècle une institution typique de la Savoie, et dont avait fait partie Joseph de Maistre (1753-1821).
Il a aussi été membre du Suprême Conseil martiniste, aux côtés de Robert Amadou et de Serge Hutin et membre de l'association des Amis d'Eranos.

## Publications

### Sur la guerre d'Algérie
- Dans l’Aurès sur les pas des rebelles, Paris, Éditions France Empire, 1955.
- Adieu djebels, Paris, Éditions France Empire, 1958.
- Demain en Algérie, Paris, Robert Laffont, 1959.

### Sur l'ethnologie et la culture berbère
- Les Portes de l'année. Rites et symboles, l'Algérie dans la tradition méditerranéenne, édition abrégée, Paris, Robert Laffont, 1962 [édition complète : Tradition et civilisation berbères, Monaco, Éditions du Rocher, 1985].
- Tradition et Civilisation berbères, Le Rocher, 1985.
- L’Ethnologie, Paris, Presses universitaires de France, coll. « Que sais-je ? », 1986 ; 1994.
- Méthode de l'ethnologie, Paris, Presses universitaires de France, coll. « Que sais-je ? », 1986 ; 1993.
- Les Berbères, Presses universitaires de France, coll. « Que sais-je ? », no 718, Paris, 1990 (4e édition : 2003),  (ISBN 2-13-053170-9).

### Autres sujets
- L’Homme et l’Invisible, Paris, Robert Laffont, 1964 ; Imago, Payot, 1980 ; Nouvelle édition en 2 tomes : L'homme et l'invisible (t. I) / Les Techniques de l'invisible (t. II), Monaco, Éditions du Rocher, 1994.  (ISBN 2-268-01711-7 et 2268017125)
- Histoire de l'utopie, Paris, Gallimard, « Idées », 1967 ; 1982 ; avec ajouts et compléments, Gallimard, Folio Essais, 1991.
- Les Forges d’Hiram ou la Genèse de l’Occident, Paris, Bernard Grasset, 1976 ; Paris, Berg International, 1985.
- Le Terrorisme, Paris, Presses universitaires de France, coll. « Que sais-je ? », 1979.
- L’Utopie, Paris, Presses universitaires de France, coll. « Que sais-je ? », 1979.
- Les Trois Livres de la philosophie occulte, ou Magie d'Henri-Corneille Agrippa traduits, présentés et annotés par Jean Servier, d'après l'édition de 1529, Paris, Berg International, 1981-1982.
- L’Idéologie, Paris, Presses universitaires de France, coll. « Que sais-je ? », 1982 ; 1987.
- La Magie, Paris, Presses universitaires de France, coll. « Que sais-je ? », 1993.

Articles
- « Le jeu du forgeron ou l'ombre de la création du monde », Eranos Jahrbuch, Ascona, 1982, vol. 51, 369-447.
- « L'harmonie dans la cité », Eranos Jahrbuch, Ascona, 1984, vol. 53, 325-369.
- « Le miroir du serpent », Eranos Jahrbuch, Ascona, 1986, vol. 55, 109-145.

Contributions à des ouvrages collectifs
- « Histoire de la pensée symbolique », in Histoire des mœurs, Encyclopédie de la Pléiade, Paris, Gallimard, 1991, t. II, 1095-1186.
- « Histoire des idéologies », in Histoire des mœurs, Encyclopédie de la Pléiade, Paris, Gallimard, 1991, t. II, 1419-1488.
- Jean Servier (dir.), Dictionnaire critique de l'ésotérisme, Paris, Presses universitaires de France, 1998.